# Chanute (Kansas)
Chanute es una ciudad ubicada en el condado de Neosho en el estado estadounidense de Kansas. En el año 2010 tenía una población de 9119 habitantes y una densidad poblacional de 566,4 personas por km².

## Geografía
Chanute se encuentra ubicada en las coordenadas 37°40′37″N 95°27′23″O / 37.67694, -95.45639 (37.677070, -95.456468).

## Demografía
Según la Oficina del Censo en 2000 los ingresos medios por hogar en la localidad eran de $29,912 y los ingresos medios por familia eran $36,630. Los hombres tenían unos ingresos medios de $25,696 frente a los $17,938 para las mujeres. La renta per cápita para la localidad era de $16,288. Alrededor del 15.0% de la población estaban por debajo del umbral de pobreza.